# Бурундийски франк
Вижте пояснителната страница за други значения на франк.
Бурундийският франк (на френски: franc burundais) е националната валута на Бурунди. Дели се на 100 сантима. Емитира се от Централната банка на Бурунди.

## История
Франкът става валута на Бурунди през 1919 г., когато територията на германската колония Руанда-Урунди е отстъпена на Белгия съгласно условията на Версайския мирен договор. Така конгоанският франк заменя германската източноафриканска рупия. Бурунди използва валутата на Белгийско Конго до независимостта си през 1960 г., след което тя е заменена от руандския и бурундийския франк. Още през 1964 г. правителството на Бурунди въвежда бурундийския франк в обращение и започва да емитира собствена валута..

## Монети
През 1965 г. Банката на Кралство Бурунди емитира монети от 1 франк, изработени от месинг. През 1968 г. Банката на Република Бурунди поема контрола върху производството на монети и представя алуминиеви монети от един и пет франка, както и медно-никелови монети от десет франка.

## Банкноти
През 1964 г. банкнотите на Емисионната банка на Руанда и Бурунди в деноминации от 5, 10, 20, 50, 100, 500 и 1000 франка. Те са отпечатани с думата „Бурунди“, за да се ограничи използването им в една държава. През 1964 и 1965 г. Банката на Кралство Бурунди редовно издава същите купюри.
През 1966 г. банкнотите от 20 франка и нагоре са препечатани от Банката на Република Бурунди, заменяйки думата „кралство“ с „република“. Започва редовното емитиране на банкноти в купюри от 10, 20, 50, 100, 500, 1000 и 5000 франка. През 1968 г. банкнотата от десет франка е заменена с монета. Банкнотата от 2000 франк е въведена през 2001 г., 10 000 франка през 2004 г. Банкнотата от 10 000 франка съдържа снимка на бурундийски ученици, направена от фотографа Келя Фаяк.
До 2015 г. в обращение има банкноти в купюри от 10, 20, 50, 100, 500, 1000, 2000, 5000 и 10 000 от различни години на издаване. Банкнотите от старите серии 1968 – 1976 и 1977 – 1999 са изтеглени от обращение, докато се износят.